# Catástrofe minera de La Reunión

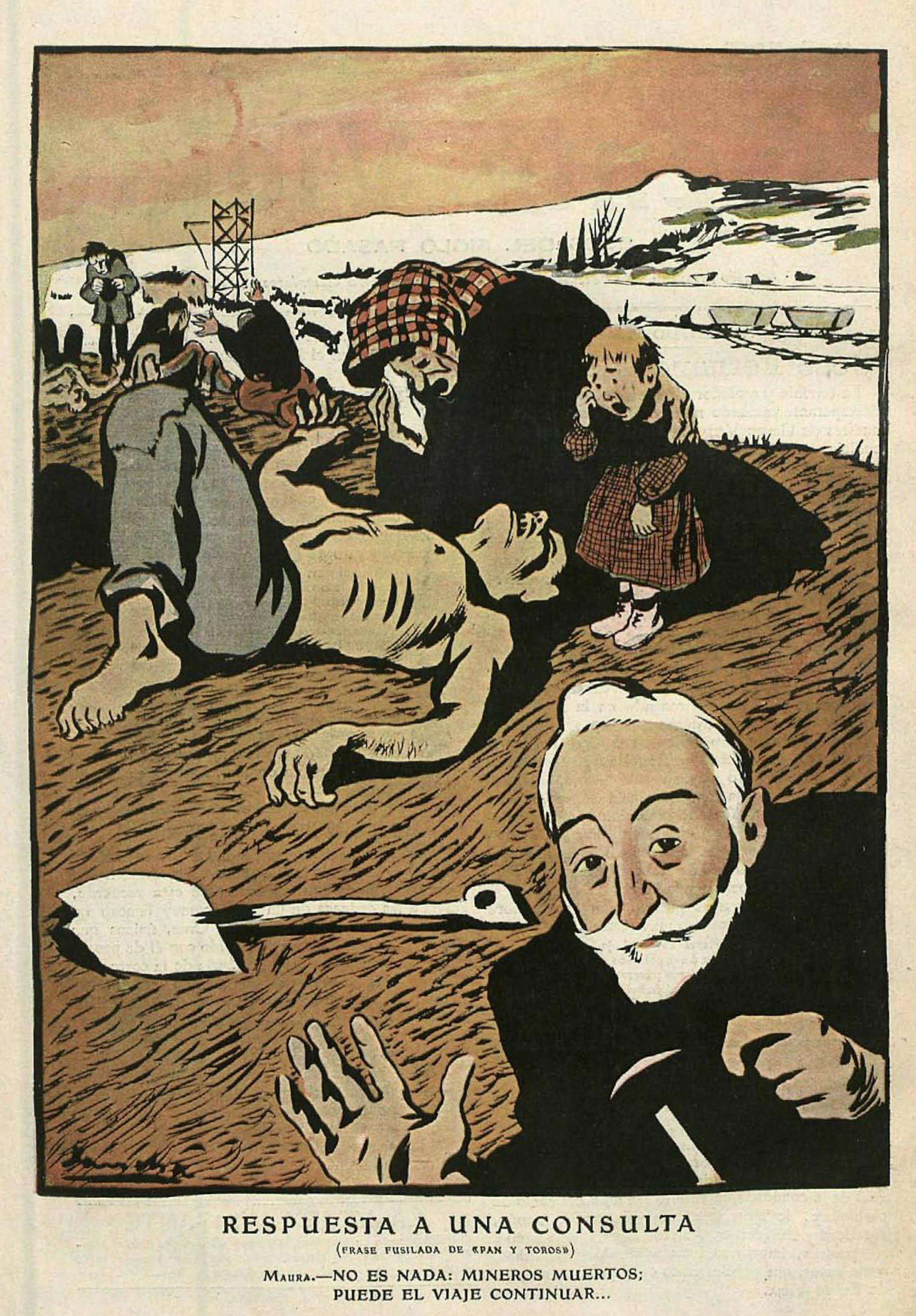
Caricatura de Sancha, en la que se hace referencia al accidente. Aparece en primer plano el presidente del Consejo de Ministros, Antonio Maura. «Maura.—No es nada: mineros muertos; puede el viaje continuar...»

La catástrofe minera de La Reunión fue un accidente ocurrido en 1904 en una explotación minera de la provincia española de Sevilla. 

## Historia
Ocurrió en la madrugada del 28 de abril de 1904 en el municipio sevillano de Villanueva de las Minas, en las minas de carbón de la Compañía de Madrid a Zaragoza y Alicante, en un conjunto denominado «La Reunión». Se saldó con 63 víctimas mortales. Tuvo su origen en una explosión de gas grisú, que provocó un hundimiento que dejó sepultados a los mineros. Se trataría del mayor desastre minero ocurrido en España hasta la fecha.